# Cataulacus voeltzkowi
Cataulacus voeltzkowi är en myrart som beskrevs av Auguste-Henri Forel 1907. Cataulacus voeltzkowi ingår i släktet Cataulacus och familjen myror. Inga underarter finns listade.

## Bildgalleri

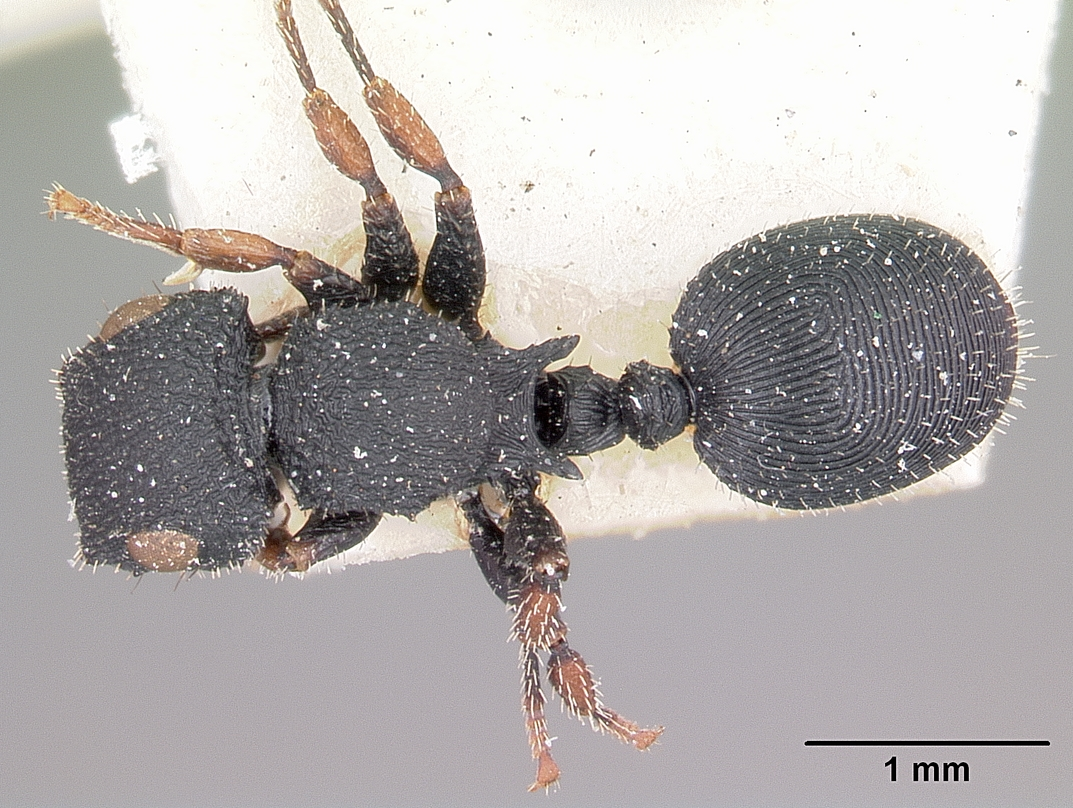
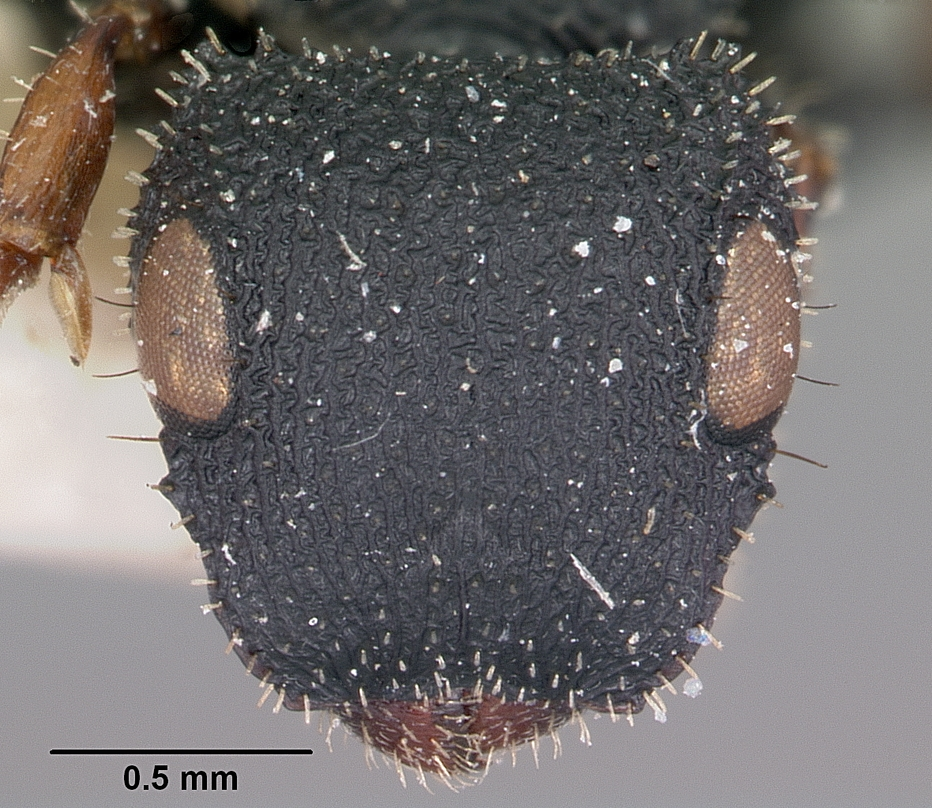
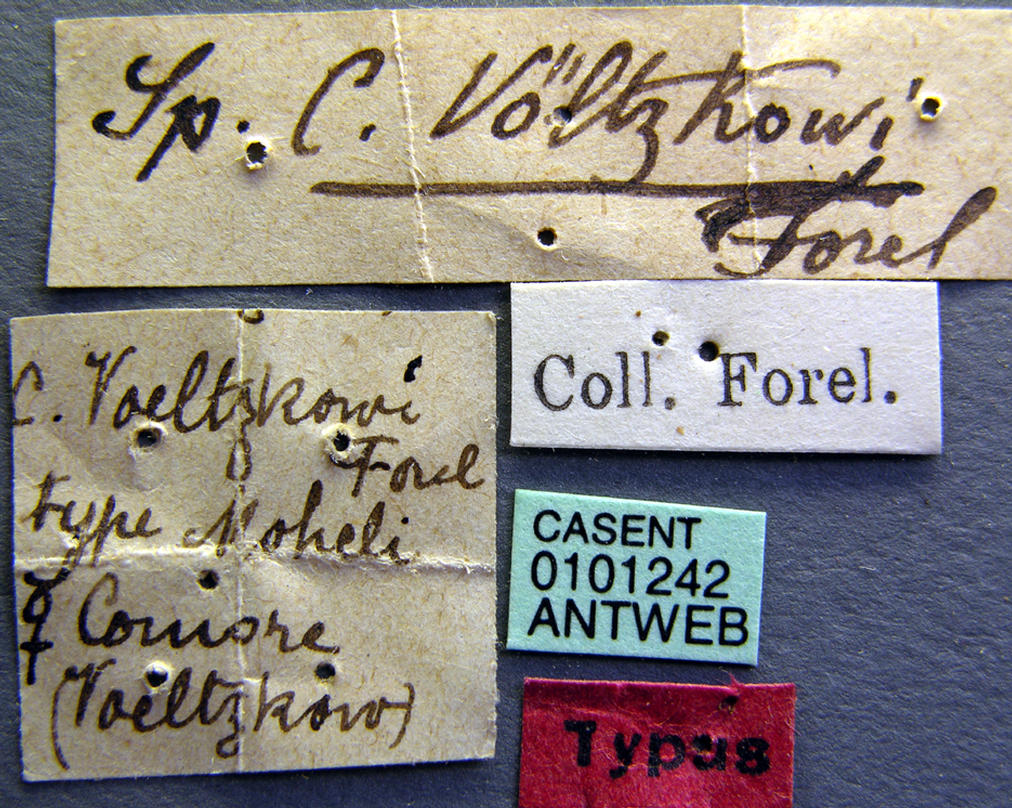
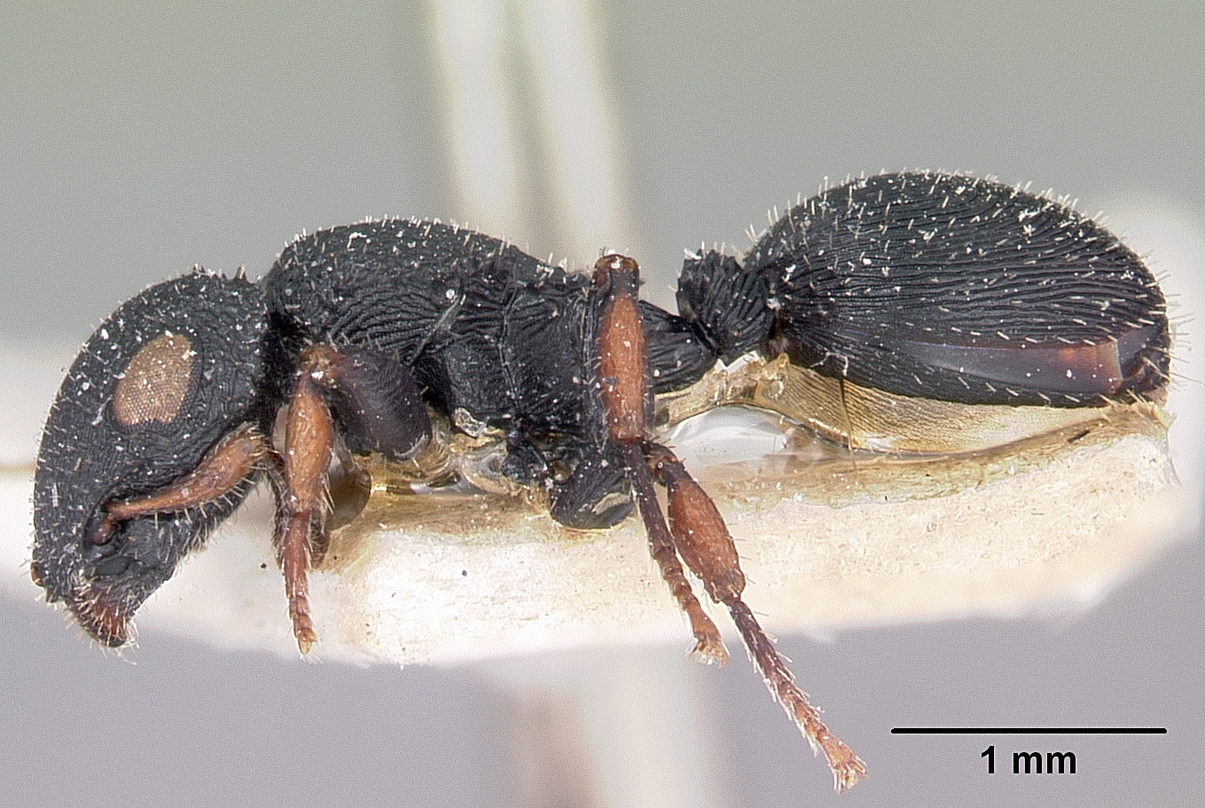
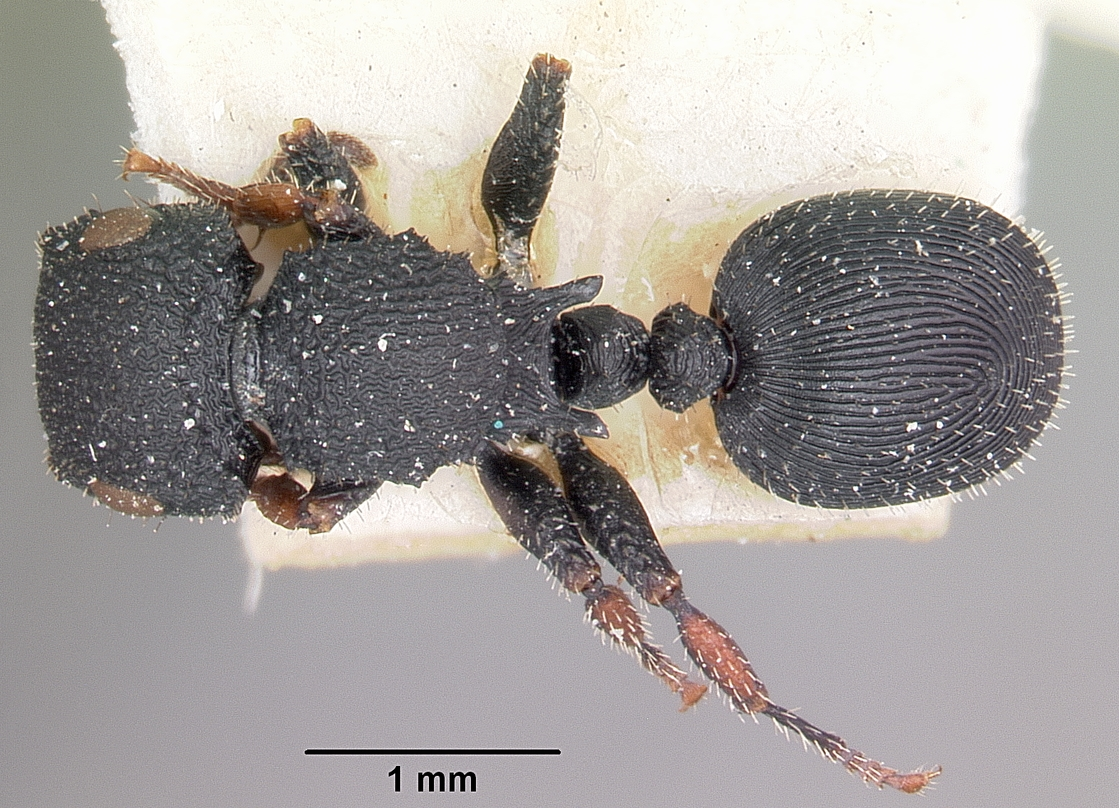
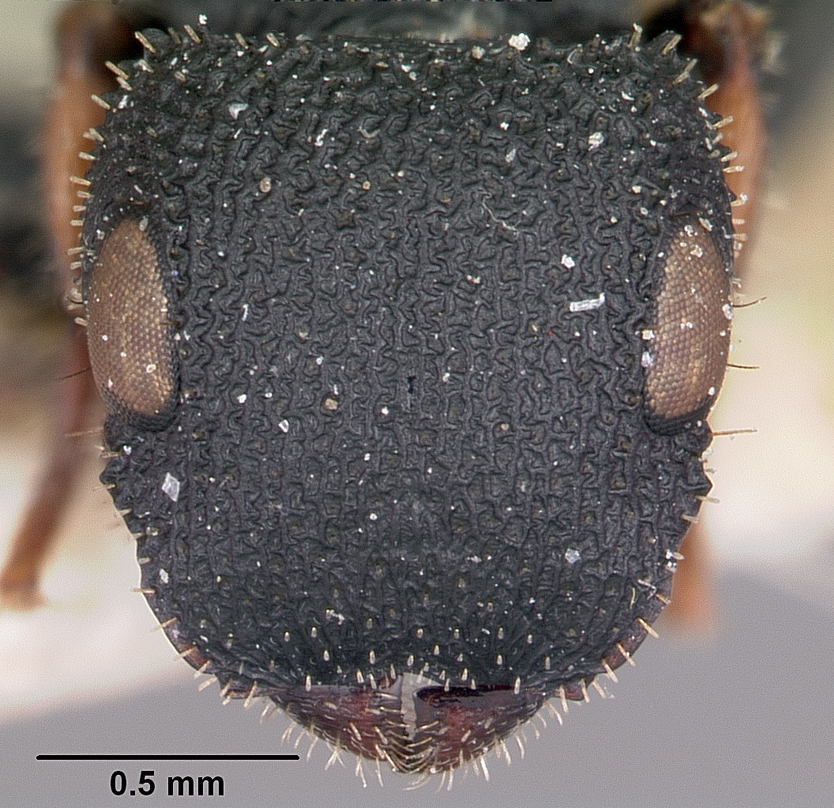